# Saint-Andiol
Saint-Andiol ist eine französische Gemeinde mit 3369 Einwohnern (Stand 1. Januar 2022) im Département Bouches-du-Rhône in der Region Provence-Alpes-Côte d’Azur.

## Geografie
Die Gemeinde liegt acht Kilometer westlich von Cavaillon und 12 Kilometer nordöstlich von Saint-Rémy-de-Provence.
Im Norden grenzt die Gemeinde an Noves und Cabannes, im Osten an Plan-d’Orgon, im Süden an Mollégès, im Westen an Saint-Rémy-de-Provence und erneut an Noves und im Nordwesten an Verquières.

## Geschichte
Als Arelate im 3. Jahrhundert zur Kolonie erhoben wurde, war das Gebiet von Saint-Andiol ein Teil davon. Später entstand das Dorf wohl rund um einen unbekannten religiösen Ort, der Saint-Andiol gewidmet war.
Der ursprüngliche Name des Dorfes war Andeol. Noch im 17. Jahrhundert tauchte es unter dem Namen Saint-Andéol auf. Daher ist anzunehmen, dass der heutige Name noch relativ jung ist.

### Bevölkerungsentwicklung
| Jahr      | 1962 | 1968 | 1975 | 1982 | 1990 | 1999 | 2008 | 2017 |
| Einwohner | 1805 | 2023 | 2019 | 2372 | 2253 | 2605 | 3198 | 3247 |

## Sehenswürdigkeiten
- Kirche St. Vincent aus dem 11. Jahrhundert
- Kirche St-Andiol aus dem 12./13. Jahrhundert
- Kapelle Sainte Croix, gebaut zwischen 989 und 1000[1]
- Schloss aus dem 17. Jahrhundert

## Persönlichkeiten
- Jean Moulin (1899–1943), hier aufgewachsener Widerstandskämpfer